# 627
| [ Edytuj tabelę ]          |                             |
| Cesarz Bizancjum           | - 610 Herakliusz 641        |
| Cesarz Chin                | - 626 Tang Taizong 649      |
| Król Essexu                | - 617 Sigeberht I Mały 653  |
| Król Franków               | - 584 Chlotar II 629        |
| Cesarz Japonii             | - 592 Suiko 628             |
| Król Kentu                 | - 616 Eadbald 640           |
| Patriarcha Konstantynopola | - 610 Sergiusz I 638        |
| Władca Korei               | - 618 Yŏngnyu 642           |
| Król Longobardów           | - 626 Arioald 636           |
| Król Mercji                | - 626 Penda 655             |
| Papież                     | - 625 Honoriusz I 638       |
| Król Persji                | - 590 Chosrow II Parwiz 628 |
| Król Wizygotów             | - 621 Swintila 631          |

Rok 627 / DCXXVII
stulecia: VI wiek ~
VII wiek ~
VIII wiek

lata: 617 «
622 «
623 «
624 «
625 «
626 «
627
» 628
» 629
» 630
» 631
» 632
» 637

## Wydarzenia
- 12 grudnia – bitwa pod Niniwą: wojska cesarza bizantyńskiego Herakliusza I pokonały Persów[1].
- Chrzest Edwina, króla anglosaskiej Nortumbrii[2].